# The Killer Love Tour
The Killer Love Tour foi a primeira turnê da cantora estadunidense Nicole Scherzinger. A pequena turnê se iniciou em fevereiro de 2012, com o objetivo de promover seu álbum de estreia, Killer Love (2011) na Europa principalmente no Reino Unido.

## Anúncio
A Capital FM publicou uma nota, informando que Nicole entraria em uma turnê solo pelo Reino Unido. Essa deve começar em Londres, no Hammersmith Apollo, em 19 de fevereiro. Estão agendados apresentações em Manchester, no O2 Apollo, e Birmingham, no O2 Academy, em 22 e 23 de fevereiro, respectivamente.

## Datas
| Data                    | Cidade       | País             | Local                  |
| ----------------------- | ------------ | ---------------- | ---------------------- |
| Europa                  |              |                  |                        |
| 3 de fevereiro de 2012  | Brussels     | Bélgica          | Ancienne Belgique      |
| 15 de fevereiro de 2012 | Belfast      | Irlanda do Norte | Waterfront Hall        |
| 16 de fevereiro de 2012 | Dublin       | Irlanda          | Olympia Theatre        |
| 19 de fevereiro de 2012 | Londres      | Inglaterra       | HMV Hammersmith Apollo |
| 22 de fevereiro de 2012 | Manchester   | Inglaterra       | O2 Apollo Manchester   |
| 23 de fevereiro de 2012 | Birmingham   | Inglaterra       | O2 Academy Birmingham  |
| Asia                    |              |                  |                        |
| 23 de fevereiro de 2012 | Kuala Lumpur | Malásia          | Twin Towers            |

## Repertório
1. "Club Banger Nation"
2. "Poison"
3. "Killer Love"
4. "Baby Love"
5. "Pretty"
6. "I Will Always Love You"
7. "You Will Be Loved"
8. "Buttons"/"Jai Ho! (You Are My Destiny)"/"Wait a Minute"/"I Will Survive"/"Hush Hush"/"I Hate This Part"
9. "Stickwitu"
10. "When I Grow Up"
11. "Wet"
12. "Try with Me"
13. "Right There"
14. "Don't Cha"
15. "Don't Hold Your Breath"

Artistas de Abertura
- Reino Unido – Mindless Behavior